# Difuze inovací

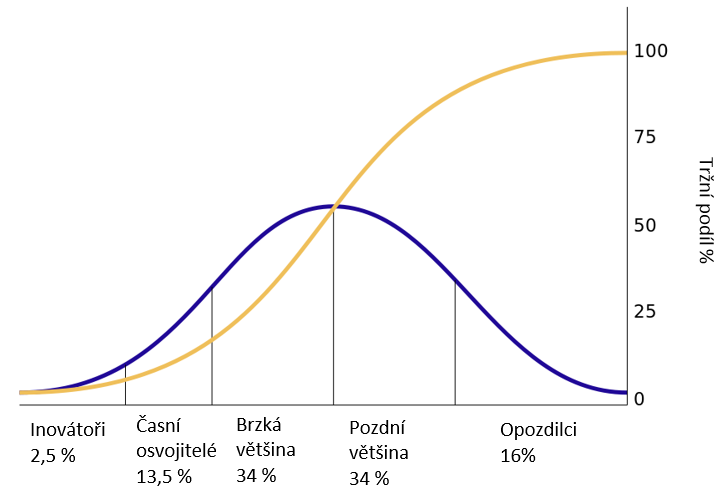
Žlutá křivka znázorňuje podíl inovace na trhu. Modrá křivka znázorňuje pořadí a tržní podíl jednotlivých kategorií inovátorů.

Difúze inovací je teorie, která vysvětluje jak, kdy, proč a jakou rychlostí se rozšiřují nové myšlenky a technologie. Tuto teorii zpopularizoval Everett Rogers ve své knize Diffusion of Innovations vydanou v roce 1962. Podle Rogerse existují čtyři prvky, které ovlivňují rozšíření myšlenky: inovace, způsoby komunikace, čas a sociální systém. Inovace musí být osvojena velkým množstvím lidí, aby mohla obstát.
Rogers rozděluje lidi ve vztahu k inovacím na:
1. inovátory,
2. časné osvojitele,
3. časnou většinu,
4. pozdní většinu a opozdilce.[2]

## Prvky
Klíčové prvky ve výzkumu difuze inovací jsou:
| Prvek              | Definice |
| ------------------ | --- |
| Inovace            | Inovace je myšlenka činnost nebo předmět, které jednotlivec nebo jiné skupiny považují za nové. Inovace se dále porovnávají podle toho, jak jednotlivci vnímají jejich prospěšnosti, kompatibilitu, složitost využití, možnost si inovaci vyzkoušet a zřejmost výsledků. |
| Osvojitelé         | Většinou jsou zkoumáni jednotlivci, ale mohou být zkoumány i větší společenské jednotky. |
| Způsoby komunikace | Jsou způsoby, jakými se inovace rozšiřují mezi jednotlivce. Masové způsoby komunikace hrají hlavní roli ve vytváření povědomí o inovaci, kdežto mezilidské způsoby komunikace hrají hlavní roli ve vytváření a měnění názorů na inovace.                                 |
| Čas                | Je zkoumán v teorii difuze inovací ve vztahu k procesu rozhodování, inovativnosti jednotlivců a rychlosti osvojení inovace. |
| Společenský systém | Společenský systém je soubor vzájemně propojených jednotek, které se zabývají řešením problémů za účelem dosažení společného cíle. |

## Pět fází procesu osvojení

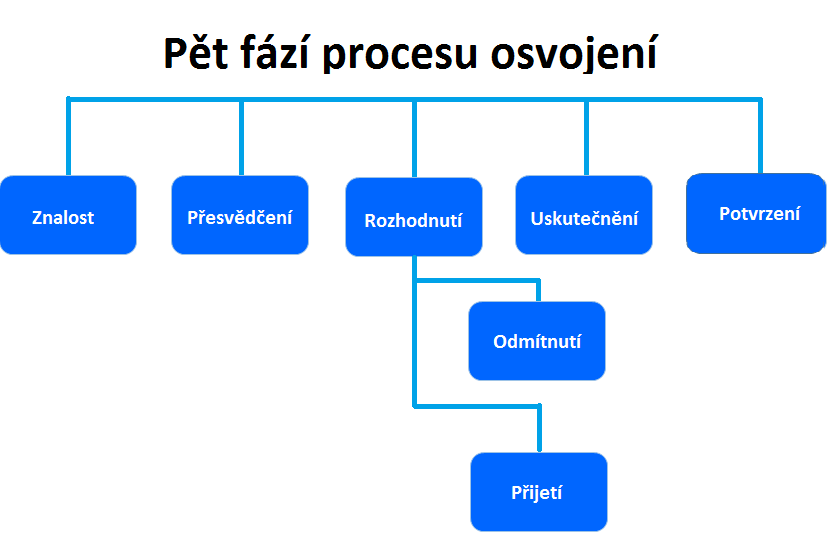

| Fáze        | Definice |
| ----------- | --- |
| Znalost     | V této fázi jednotlivec získává informaci, která je zakotvená v inovaci, a snaží se pochopit co znamená a jak funguje.                                          |
| Přesvědčení | |
| Rozhodnutí  | Fáze rozhodnutí vede k akceptování a osvojení inovace, nebo k jejímu odmítnutí.                                                                                 |
| Uskutečnění | Uskutečnění nastává, když jednotlivec začne inovaci využívat.                                                                                                   |
| Potvrzení   | Jednotlivec hledá argumenty podporující jeho rozhodnutí, které uskutečnil dříve. Nicméně může změnit názor a inovaci odmítnout, pokud najde odporující tvrzení. |

## Typy rozhodnutí
Jsou rozhodnutí osvojit si nebo odmítnout inovaci.
| Typ                      | Definice |
| ------------------------ | --- |
| Dobrovolné rozhodnutí    | Je rozhodnutí, které je uděláno nezávisle na dalších členech společnosti.                                                                                     |
| Kolektivní rozhodnutí    | Je rozhodnutí, které je uděláno většinou členů určité skupiny lidí např. lidé v obci. Všichni jednotlivci, se většinou musí podřídit rozhodnutí této skupiny. |
| Autoritativní rozhodnutí | Je rozhodnutí, které je uděláno relativně malým množstvím lidí, které má moc toto rozhodnutí vynucovat.                                                       |

## Rychlost osvojení
Nejčastěji se zkoumá doba, jakou určitému procentu členů společenského systému, trvá osvojení inovace. Tato doba je výrazně ovlivněna tím, jak jednotlivec vnímá určité vlastnosti inovace.

### Relativní prospěch
Nezáleží příliš na tom, do jaké míry je inovace objektivně prospěšná, důležité je, jak jí daný jedinec vnímá.

### Kompatibilita
Do jaké míry je inovace vnímána jako slučitelná s hodnotami a zkušenostmi potenciálních osvojitelů.

### Komplexnost
Do jaké míry je složité inovaci použít a naučit se s ní pracovat.

### Možnost si inovaci vyzkoušet
Do jaké míry je možné inovaci zkoušet v omezené míře.

### Zřejmost
Do jaké míry jsou důsledky inovace viditelné a pochopitelné pro potenciální osvojitele.

## Ideální typy osvojitelů
Jednotlivci se řadí do kategorií osvojitelů na základě toho, kdy začali aplikovat inovaci. Každý člověk může patřit do různých kategorií u různých inovací. Nicméně u jedné inovace nemůže člověk patřit do více kategorií.
| Kategorie osvojitelů | Definice |
| -------------------- | --- |
| Inovátoři            | Inovátoři jsou podnikaví, odvážní a horliví zkoušet různé inovace. Mají dostatek peněz na to, aby si mohli dovolit ztratit peníze, když je inovace neúspěšná. Mají schopnost rozumět a aplikovat komplexní technické poznatky. Mají vysoký společenský status.                      |
| Časní osvojitelé     | Tato skupina má ze všech společenských systémů největší schopnost ovlivňovat názory jiných lidí. Společnost je vnímá jako vážené. Potenciální osvojitelé je vyhledávají, aby se s nimi poradili a získali potřebné informace. Jsou taktní a moudří.                                 |
| Brzká většina        | Tito lidé si osvojují inovace o něco dříve než průměr. Víc přicházejí do styku s vrstevníky a málokdy jsou na vedoucích pozicích. Trvá jim delší čas, než se rozhodnou. Jsou důležitou částí procesu difuze, protože fungují jako spojka mezi časnými osvojiteli a pozdní většinou. |
| Pozdní většina       | Osvojují si inovaci později než průměr. Neosvojí si inovaci, dokud si ji většina neosvojila. Vyčkávají, dokud nejsou nejistoty o inovaci pryč. K osvojení je motivují systémové normy a tlak okolí.                                                                                 |
| Opozdilci            | Mají nejmenší rozhled ze všech skupin. Jsou sociálně izolováni. Mají tradiční hodnoty a často se odvolávají na minulost. Jsou podezřívaví a může se stát, že když se ztotožní s inovací, tak už existuje novější.                                                                   |

## Využití difuze inovací v praxi

### Bassův model
Bassův model vytvořil Frank Bass. Bassův model popisuje, jak jsou nové produkty osvojovány v populaci.
Podle Bassova modelu jsou potenciální osvojitelé inovace ovlivněni masmédii a předáváním informací mezi lidmi. Osvojitelé inovací se skládají ze dvou skupin – inovátorů, kteří jsou ovlivňování pouze masmédii a imitátorů, kteří jsou ovlivněni pouze předáváním informací mezi lidmi. Bassův model se používá k předpovídání prodejů nových produktů.

### Tvorba intervencí v sociální práci
Teorie difuze inovací se využívá ke tvorbě intervencí, které mají za cíl urychlit rychlost rozšíření EBP, programů a politik v rámci sociální práce. Cílem při tvorbě intervencí je zvýšení pravděpodobnosti a rychlosti rozšíření intervence. Toho se dosahuje např. kombinováním intervencí, které se tak mohou snáze dostat k osvojitelům, vyhledáváním a najímáním lidí, kteří ovlivňují názory potenciálních osvojitelů.

## Důsledky osvojení
Důsledky jsou změny, které inovace působí pro jednotlivce nebo pro společenský systém.  Důsledky dělíme na žádoucí a nežádoucí, přímé nebo nepřímé a očekávané nebo neočekávané.

## Kritika
Čtyři základní problémy výzkumu difuze jsou:
1. Neobjektivnost: doporučení většiny výzkumů, že inovace by měla být rozšířena rychle a osvojena všemi členy společnosti;
2. Vina jednotlivce: tendence obviňovat jednotlivce za jeho problémy, spíše než systém, kterého je součástí;
3. Problém vzpomínání: vede k nepřesnostem, protože si respondenti nedokáží přesně vzpomenout, kdy si osvojili inovaci;
4. Problém nerovnosti: vzniká, když jsou socioekonomické mezery mezi členy sociálního systému rozšířeny, jako důsledek rozšíření inovací.

### Iracionální chovaní subjektů
Teorie difuze inovací je především odvozená od teorie marketingu a NPD. To znamená. že u zkoumaných subjektů očekává racionální chování, tj. maximalizaci vlastního prospěchu. Rozhodování lidí je však také ovlivněno také např. společenskými trendy a konvencemi.